# باربرا لونا (ممثلة)
باربرا لونا (بالإنجليزية: BarBara Luna)‏ هي ممثلة أمريكية، ولدت في 2 مارس 1939 في مانهاتن في الولايات المتحدة، وتوفيت في 2 مارس 1939.

## أعمال

### أفلام
- إلمر جانتري
- تشي!
- سفينة السفهاء

## وصلات خارجية
- الموقع الرسمي
- باربرا لونا (ممثلة) على موقع IMDb (الإنجليزية)
- باربرا لونا (ممثلة) على موقع ميوزك برينز (الإنجليزية)
- باربرا لونا (ممثلة) على موقع أول موفي (الإنجليزية)
- باربرا لونا (ممثلة) على موقع قاعدة بيانات برودواي على الإنترنت (الإنجليزية)
- باربرا لونا (ممثلة) على موقع إن إن دي بي (الإنجليزية)
- باربرا لونا (ممثلة) على موقع ديسكوغز (الإنجليزية)
- باربرا لونا (ممثلة) على موقع قاعدة بيانات الفيلم (الإنجليزية)